# James Harris (gramático)

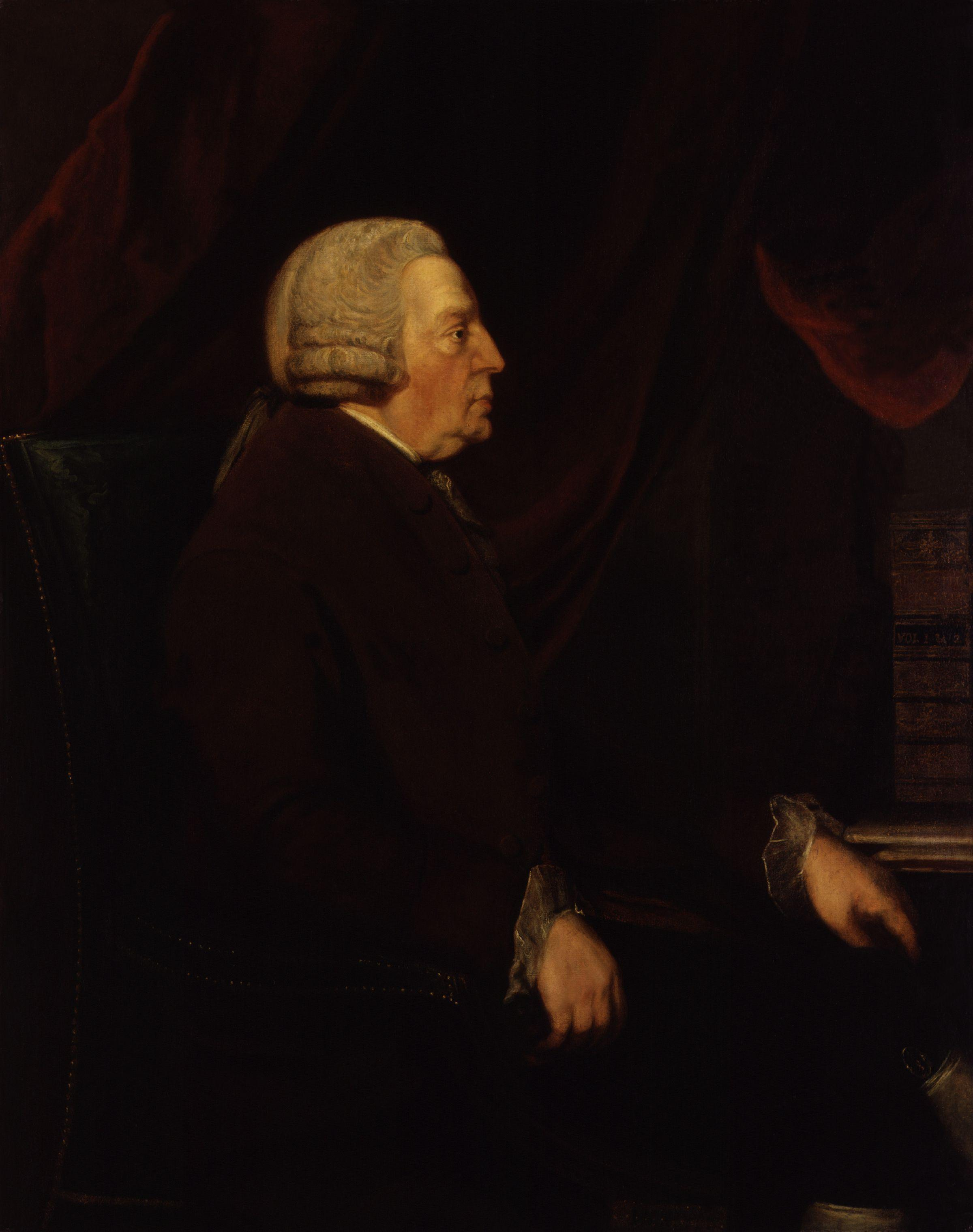
James Harris.

James Harris (24 de julio de 1709-22 de diciembre de 1780) fue un gramático inglés. Por el lado de su madre, era sobrino del 3.er conde de Shaftesbury, famoso filósofo del que recibió muchas influencias.
Nació en Salisbury, donde efectuó sus primeros estudios, pasando posteriormente al Wadham College de Oxford. Luego estudió derecho en el Lincoln's Inn. La muerte de su padre en 1733 lo puso en posesión de una gran fortuna y una casa en Salisbury Close. Se convirtió en juez de condado, y fue miembro del Parlamento por Christchurch de 1761 hasta su muerte. También fue Controlador de la Reina de 1774 a 1780. Sin embargo, su inclinación había sido siempre el estudio de los clásicos griegos y latinos, y al estudio de estos -sobre todo de Aristóteles- se dedicó con asiduidad durante un período de catorce o quince años. En 1744 publicó Three Treatises on art, on music, painting and poetry; and on happiness. En 1751 apareció su obra más conocida, Hermes, a philosophical inquiry concerning universal grammar. También publicó Philosophical Arrangements and Philosophical Inquiries.
Harris era un gran amante de la música y amigo de Haendel, y dirigió conciertos y festivales de música en Salisbury, durante casi cincuenta años. Adaptó las palabras para una selección de compositores italianos y alemanes (publicados posteriormente por el organista de la catedral, James Corfe), y escribió una serie de pastorales, una de las cuales fue producida por David Garrick en Drury Lane bajo el título de La primavera. Las obras de Harris fueron recogidas y publicadas en 1801 por su hijo, James Harris, primer conde de Malmesbury.